# Giovanni Lodovico Longo
Giovanni Lodovico Longo, noto anche come Gio. Luigi Lungo (fl. 1588), è stato un matematico italiano.

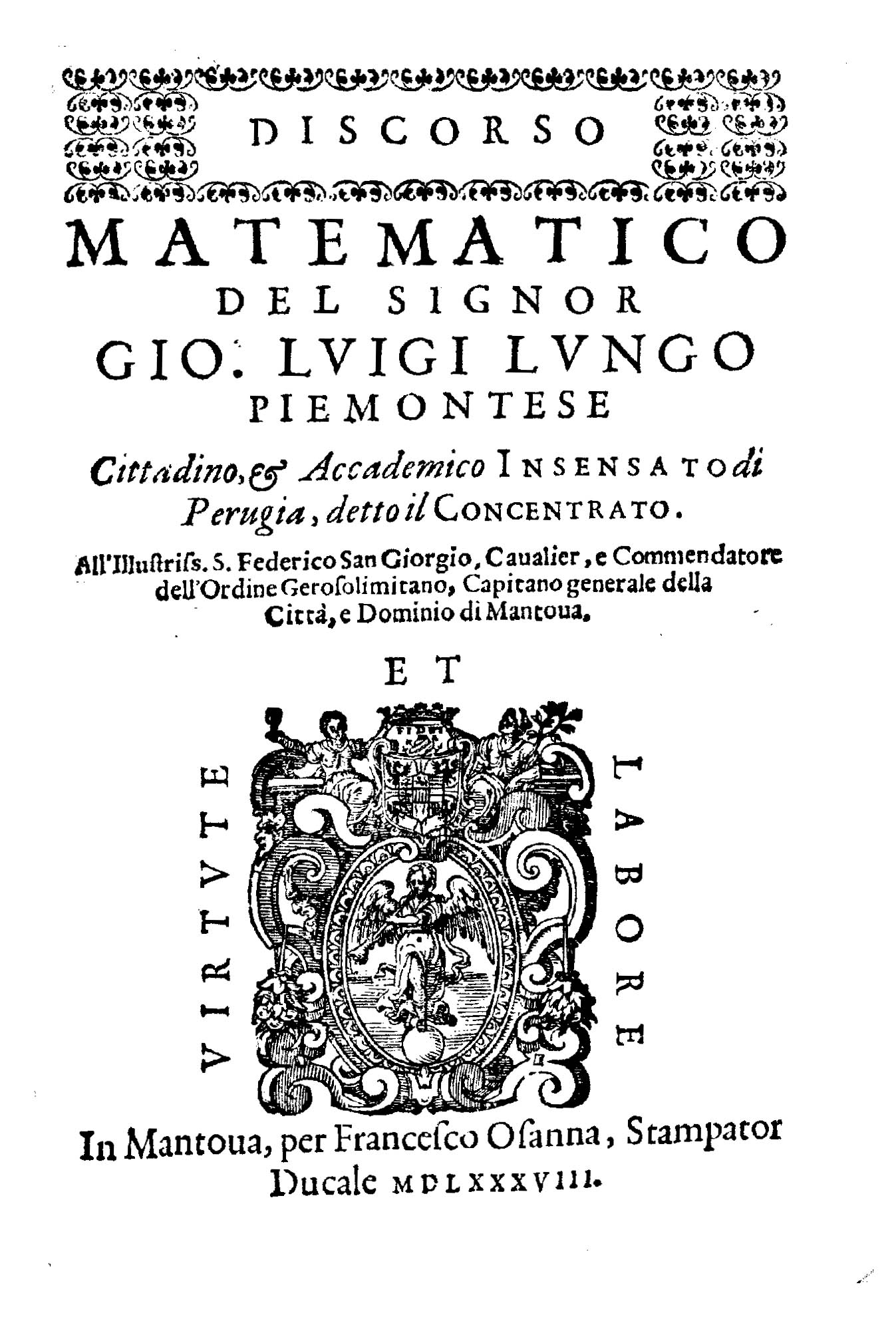
Discorso matematico, 1588

Di origine piemontese, divenne cittadino di Perugia e ivi membro dell'Accademia degli Insensati, dove fu soprannominato "il Concentrato".

## Opere
- Discorso matematico, Mantova, Francesco Osanna, 1588.
- Ragionamento ... all'ill. Gio. Tomaso Valperga ..., M.A. Bellone, 1591.